# Alexandre Loupy
Alexandre Loupy (né le 21 juillet 1977 à Saint-Denis de la Réunion) est un néphrologue français. Il est connu pour ses découvertes dans le domaine de la transplantation et notamment sur le sujet du rejet de greffe,,. Son approche proposant des outils méthodologiques innovants ont permis une meilleure compréhension  mais ont également conduit à des modifications importantes de la classification internationale du rejet de greffe,. Ces découvertes permettent à l’heure actuelle d’améliorer la performance des essais cliniques et d’envisager de nouvelles thérapies innovantes en transplantation. 
En 2017, il reçoit le Prix de la Société Américaine de Transplantation pour la recherche clinique. En 2018, il est lauréat du Prix de l'Académie nationale de médecine et Vanity Fair France le place dans la liste des 50 Français les plus influents du monde cette année-là. En 2020, il reçoit le Prix des Innovateurs de la Région Ile-de-France.

## Biographie
Alexandre Loupy est né à Saint-Denis de la Réunion le 21 juillet 1977. Il est le fils de Jack Loupy, chef d'entreprise et directeur d’agences de voyages et de Françoise Loupy, pharmacienne. Il effectue toute sa scolarité sur l'Île de la Réunion avant d’entrer en faculté de médecine à Bordeaux. 
En 2002, il intègre l’internat des hôpitaux de Paris et il décroche en 2008 son Diplôme d’études spécialisées de Néphrologie, et est récompensé de la médaille d’or de l’Internat des Hôpitaux de Paris. En 2011, il soutient son doctorat en sciences fondamentales, puis obtient en 2014 un doctorat en biostatistiques. Il est aujourd’hui professeur des universités et praticien hospitalier à l’hôpital Necker de l'Assistance Publique - Hôpitaux de Paris, dans le service de transplantation rénale,.
En 2018, Alexandre Loupy est récompensé par l'Académie nationale de médecine pour ses travaux portants sur la transplantation rénale, les rejets de greffons par anti-HLA et l'identification de biomarqueurs associés. Cette même année, le magazine Vanity Fair France le classe 35e parmi les Français les plus influents du monde.
Alexandre Loupy est reconnu pour ses contributions en Europe mais également aux États-Unis. Il est notamment lauréat de la Société américaine de transplantation et du StrongTogether PRO Award.
Alexandre Loupy exerce le rôle d’expert pour la Food and Drug Administration, et exerce la fonction de directeur scientifique de la classification internationale du rejet depuis 2015,. Il est également éditeur de la revue American Journal of Transplantation depuis 2017 et relecteur pour les revues scientifiques The New England Journal of Medicine, Journal of the American Medical Association, The Lancet, American Journal of Transplantation et Journal of the American Society of Nephrology.

## Travaux
Les travaux d’Alexandre Loupy portent principalement sur le rejet de l'allogreffe et la relation entre la présence d’anticorps et la destruction progressive du greffon. Il a développé avec son équipe de recherche à l'Inserm qu’il a créé en 2017 (Paris Transplant Group) une approche populationnelle de la transplantation d’organes à l'aide d’outils méthodologiques faisant appel aux techniques statistiques classiques mais également à l’apprentissage automatisé, au machine learning et l'intelligence artificielle. Le Paris Transplant Group a été classé par la Société Européenne de Transplantation  comme l’équipe la plus productive scientifiquement 4 années de suite.
Avec son équipe de recherche, Alexandre Loupy développe un algorithme, nommé intégrative Box ou iBox, qui permet de prédire le devenir du greffon à court moyen et long terme. Cet outil permet également de caractériser de façon très fine le rejet de greffe par l'analyse de l’expression des gènes dans le greffon rénal, cardiaque ou pulmonaire. Il peut également prédire de manière individualisée les patients qui répondront à des traitements immunosuppresseurs particuliers.
Plus récemment, les travaux d'Alexandre Loupy se sont étendus à l’optimisation de l’allocation des organes et leur meilleure utilisation dans le monde. Les résultats de ses recherches ont donné lieu en 2019 aux États-Unis à des recommandations pour l’utilisation de greffons issus de donneurs plus âgés,. 
Alexandre Loupy pilote actuellement de larges études épidémiologiques sur les conséquences de la pandémie COVID-19 sur la transplantation d’organes dans 12 pays. Son équipe a été également mobilisée pour évaluer la qualité méthodologique et scientifique des études portant sur le COVID-19.
Ses travaux sont régulièrement repris dans les médias généralistes français et à l'international tels que L'Obs, CNN, le Daily Mail, le Washington Post, le New York Times ou la chaîne NBC. 